# Ґжмйонца (Поморське воєводство)
Ґжмйонца (пол. Grzmiąca, нім. Gramenz) — село в Польщі, у гміні Битів Битівського повіту Поморського воєводства.
Населення — 179 осіб (2011).
У 1975-1998 роках село належало до Слупського воєводства.

## Демографія
Демографічна структура станом на 31 березня 2011 року:
|          | Загалом | Допрацездатний вік | Працездатний вік | Постпрацездатний вік |
| -------- | ------- | ------------------ | ---------------- | -------------------- |
| Чоловіки | 95      | 33                 | 57               | 5                    |
| Жінки    | 84      | 13                 | 57               | 14                   |
| Разом    | 179     | 46                 | 114              | 19                   |